# 아우구스트 폰 코체부
아우구스트 프리드리히 페르디난트 폰 코체부(독일어: August Friedrich Ferdinand von Kotzebue, 1761년 5월 3일~1819년 3월 23일)는 독일의 극작가이다.

## 생애와 작품세계
1761년 바이마르에서 태어나 예나대학에서 법학을 공부하고 1780년 변호사가 되었다. 1783년 당시 러시아의 레발(Reval, 현 에스토니아 탈린)의 고등법원의 재판관으로 임명되었고 러시아 고위장교의 딸과 결혼하였다. 1785년에는 에스토니아지방의 귀족으로 봉해지면서 수석 치안판사가 되었다. 레발에서 소설 《나의 아버지 이야기 Geschichte meines Vaters (1788)》및 희곡 《아델하이트폰 불핑겐 Adelheid von Wulfingen (1789)》, 《인간증오와 걱정 Menschenhass und Reue (1790)》, 《영국의 인도인들Die Indianer in England (1790)》로 좋은 평을 받았다. 첫째부인의 사망으로 러시아의 공직을 은퇴하고 잠깐 동안 파리와 만하임에 살다가 1795년 레발 근처의 영지에서 작품활동에 전념하였다.
그 후 몇 년간 여섯권의 잡다한 이야기들과 20여 작품이 넘는 희곡을 집필했고 1798년 빈극장의 극작가로 부임했으나 배우들과의 불화로 곧 사임하였고 결국 고향 바이마르로 돌아갔으나 거기서도 괴테와 사이가 좋지 않았고 자주 낭만주의를 공개적으로 비판하여 자리를 잡지 못했다.
결국 러시아로 돌아가길 결심하고 러시아로 향하는 길에 별다른 이유없이 체포되어 시베리아로 강제 추방당했으나 러시아의 파벨 1세의 허영심을 우쭐하게 만든 희곡을 써서 바로 복직되어 리보니아의 영지를 하사 받고 상트페테르부르크의 독일극장에 단장으로 취임했다.
파벨 1세가 죽자 다시 바이마르로 돌아왔으나 독일 문단계에서 자리를 잡지 못하고 1806년 다시 러시아로 돌아와 에스토니아의 자기 영지에서 나폴레옹 보나파르트에 반대하는 풍자글을 많이 썼다. 1816년까지 러시아 정부의 고문으로 일하였고 1817년에 독일로 돌아오는데, 이때부터는 상트페테르부르크 외무부의 지령을 받은 일종의 러시아 간첩역할로 독일로 돌아오게 된다. 바이마르에서 그가 발간한 주간신문에서 코체부는 자유와 민족주의를 주장하는 독일인들을 신랄하게 피난하는 글을 써서 진보주의자들의 반감을 샀다.
그는 극작가로 유명하지만 희곡 그외 약간의 역사물 및 소설을 남겼는데 대부분이 일방적이고 편견적인 것이어서 가치를 인정받지 못했다. 희곡작가로서 200여편이 넘는 희곡을 썼고 독일뿐만 아니라 유럽 무대에서 전대미문의 성공을 거두었는데 이러한 성공은 그의 시적,문학적 재능 덕분이라기보다는 당시의 상황 때문이었다. 그는 특히 희극에서 두각을 나타내었는데 《사냥덫 Der Wildfang(1798)》, 《소도시의 독일인들 Die deutschen Kleinstädter(1803)》이 대표작으로 손꼽힌다.

## 암살 사건
1819년 3월 23일, 독일의 대학생 카를 루트비히 잔트(Karl Ludwig Sand, 1795-1820)가 만하임에서 코체부를 단도로 살해했다.
당시 코체부는 메테르니히 체제의 반동세력의 대표적인 작가로 러시아의 스파이라는 의심을 받았다. 민족과 민주주의에 심취했던 당시 젊은 대학생들사이에서 수많은 학생회(Burschenschaft)가 조직되었는데 잔트도 그 일원이었다. 잔트는 그의 일기에서 코제부를 살해할 의도를 드러내었고 "국가의 반역자,민중의 사기꾼"으로 부르며 학생회의 적으로 간주하였다. 사건당일 코제부의 집을 방문한 잔트는 그와 몇마디 주고 받다가 "여기, 조국의 반역자!"라고 외치며 단도로 가슴을 수차례 찔러 살해하였다. 그 후에 잔트는 자해를 하며 자살을 시도했으나 실패하고 병원에 실려갔으며 체포되었고 만하임 법정은 사형을 언도하고 1820년 5월5일 잔트를 처형하였다.
코체부 암살사건은 잔트를 독일 민족주의자들의 순교자로 만들었으나 메테르니히 주도하의 보수반동세력은 이를 수습하는 과정에서 나온 카를스바트 결의(1819)에서 민족,민주주의자들의 추방, 언론,출판의 검열제도, 학생회와 체육협회의 금지 같은 억압정책을 실하는 계기가 되었다.